# Kanadské muzeum současné fotografie
Kanadské muzeum současné fotografie (Canadian Museum of Contemporary Photography, CMCP) byla galerie kanadského současného umění a dokumentární fotografie. Byla založena v roce 1985 a přidružena ke Kanadské národní galerii a byla umístěna v budově na adrese Sussex Drive 380, Ottawa.

## Historie
Muzeum CMCP nemělo svojí stálou adresu, dokud se v roce 1992 nepřestěhovalo na Rideau Canal č. p. 1. Vstupní budova Pavilonu, která byla otevřena 7. května 1992, byla původně navržena architektem Michaelem Lundhomem, který adaptoval starý železniční tunel vedoucí podél zámku Laurier. Muzeum nakonec navrhli a provedli architekti Ryšavý Ryšavý. Skleněný a betonový vchod z ulice, připomínající kolonádu vedoucí do Národní galerie, přiváděl návštěvníky dolů do hlavní části muzea, která se nacházela pod úrovní ulice.
Jeho zakládající ředitelkou a hlavní kurátorkou byla Martha Langfordová, která tyto pozice zastávala od roku 1985 do roku 1994.
V roce 2009 bylo oznámeno, že CMCP, který byl dočasně uzavřen v roce 2006, bude uzavřen trvale. Jeho sbírky a program výstav byly převedeny do Národní galerie Kanady. V roce 2016 byla fotografická sbírka CMCP přesunuta do nově vytvořeného institutu Canadian Photography Institute (CPI).

## Sbírka
Základem sbírky CMCP byl výběr fotografií z divize Still Photography Division, která byla součástí National Film Board of Canada. Do roku 2005 se jednalo asi o 160 000 fotografických děl včetně děl kanadských umělců, jako je například Kelly Wood.

## Uzavření
Dne 29. března 2009 bylo oznámeno, že CMCP, který byl v roce 2006 dočasně uzavřen kvůli úniku, bude trvale uzavřen z důvodu přeměny na místnosti výboru. Jeho sbírky a program výstav byly od té doby absorbovány Národní galerií Kanady. Kampaň za zachování CMCP na jeho účelově vybudovaném místě byla neúspěšná. Fotografie jsou v současné době (2021) vystaveny v Kanadské národní galerii. Od roku 2016 byla fotografická sbírka CMCP přesunuta do nově vytvořeného Canadian Photography Institute (CPI).

## Afiliace
Muzeum bylo přidruženo ke Kanadské národní galerii, CMA, CHIN a Virtual Museum of Canada.